# Sir Billi
Sir Billi, distribuito negli Stati Uniti come Guardian of the Highlands, è un film d'animazione scozzese del 2012, diretto da Sascha Hartmann e scritto dalla moglie Tessa Hartmann.
Il film è il primo lungometraggio animato scozzese in CGI e l'ultimo ruolo attoriale di Sean Connery, che decise di tornare a lavorare brevemente nel mondo del cinema per dare la voce al protagonista del film.

## Trama
Sir Billi, un vecchio veterinario skateboarder, combatte insieme a Gordon la capra contro poliziotti malvagi e possidenti in una battaglia per salvare Bessie Boo il castoro.

## Produzione
Sir Billi è stato prodotto dalla casa di produzione di Glasgow Billi Productions e finanziato dai coniugi Hartmann. La produzione del film è durata per molti anni, con una versione di 30 minuti completata già nel 2006, poi espansa sino ad arrivare a 80 minuti.
Il budget del film ammonta a 15 milioni di sterline.

## Distribuzione
Il film ha debuttato il 13 aprile 2012 al Sonoma International Film Festival.
I diritti di distribuzione a livello globale sono stati acquistati da Shoreline Entertainment nell'ottobre 2012.
Era prevista una distribuzione limitata del film il 13 settembre 2013 in tre cinema britannici, seguita dalla distribuzione del film in DVD.
Il lungometraggio è stato distribuito negli Stati Uniti d'America con il titolo Guardian of the Highlands, il quale è anche il nome della canzone principale del film cantata da Shirley Bassey.

## Accoglienza
L'aggregatore di recensioni Rotten Tomatoes riporta una percentuale di gradimento dello 0% con un voto medio di 2.33 su 10, basato su 8 recensioni.
La reazione negativa al film venne ampiamente riportata dalla stampa britannica. Peter Bradshaw del The Guardian gli assegnò 1 stella su 5, definendolo "tedioso e mal animato". Peter Debruge del Variety lo definì "tristemente anemico", criticando la "storia semplicistica e lo stile non sequitur", sottolineando anche la presenza delle citazioni alle interpretazioni di Sean Connery in James Bond. Siobhan Synnot del The Scotsman lo ha definito "noioso" e "rudimentale. Russ Fischer di SlashFilm lo criticò definendolo una fine "ignominiosa" per la carriera di Sean Connery, anche in comparazione al suo film precedente, anch'esso bocciato dalla critica, La leggenda degli uomini straordinari. F Bomb Movie Review scrisse che il film falliva totalmente nel connettersi con i giovani d'oggi.
Nonostante le critiche universalmente negative, AM FM Magazine affermò che il lungometraggio era stato accolto bene alla sua anteprima al Sonoma International Film Festival.